# 元均
元 均（ウォン・ギュン、げん きん、1540年2月12日 - 1597年8月2日）は、文禄・慶長の役（壬辰・丁酉倭乱／朝鮮征伐）の頃に参戦した李氏朝鮮の将軍。本貫は原州元氏。

## 略歴
元均は、1567年武科に及第してから、宣伝官を経て、李鎰と共に咸鏡道に派遣され、造山堡万戸として勤めた｡1583年北方の女真の部落の討伐に参加し、そこで特に功をなしていた訳ではないが、その後に何故か富寧府使へ特進した。勇猛な性格であったとされるが、そのことは『宣祖実録』に特筆されるほどであった。
1592年、文禄の役開始2カ月前に慶尚右道水軍節度使に任命され、朝鮮水軍の司令官となる。4月にいざ日本軍が大挙して押し寄せると戦わずして逃走するが、その後は、全羅左道水軍節度使の李舜臣らと共に日本水軍と戦った。しかし猪突猛進ともいえる性格の元均と、文人的な一面のある李舜臣とは肌が合わない面があったようだ。李舜臣には『乱中日記』に「天と地の間にはこの元均のように凶悪で常軌を逸した人はいないだろう」などと酷評されている。
慶長の役では、讒言により失脚した李舜臣に代わり、三道水軍統制使となって朝鮮水軍全軍の指揮権を握った。しかし巨済島海戦（漆川梁海戦）で、藤堂高虎ら率いる日本水軍に強襲され、大敗。跡形もなく失踪し、戦死したものと処理された（生存説もある ）。
後に左賛成（従一品）に追叙され、原陵君に追封された。
気性が荒く部下にも厳しかったことや讒言により李舜臣を陥れた疑惑など、文献で手酷く酷評されているために、国民的英雄とされる李舜臣に比べて現代の評価は著しく低い。もともとは宣祖が宣武一等公臣に叙した功臣であり、近年韓国では再評価されつつある。

## 元均水軍の編成（慶長の役直後）
- 三道水軍統制使 - 元均
- 慶尚右道水軍節度使 - 裴楔
- 全羅右道水軍節度使 - 李億祺
- 忠清道水軍節度使 - 崔湖

## 関連作品
映画
- 『ハンサン -龍の出現-』（2022年、演：ソン・ヒョンジュ）